# Sheena Is a Punk Rocker
Sheena Is a Punk Rocker är en sång skriven av Joey Ramone, och inspelad av Ramones samt utgiven på singel i augusti 1977, samt på bandets album "Rocket to Russia" från samma år.

## Andra inspelningar
Sången spelades även in av Per Gessle och utgavs på hans singel "I Wanna Be Your Boyfriend" från 2002.
Shebang spelade in en cover på "Sheena Is a Punk Rocker", som finns med på albumet The Whole Shebang.

## Listplaceringar
| Lista (1977) | Topplacering |
| ------------ | ------------ |
| Sverige      | 20           |

### Fotnoter
1. ↑  ”I Wanna Be Your Boyfriend”. Svensk mediedatabas. 26 februari 2002. http://smdb.kb.se/catalog/id/001549632. Läst 22 juni 2015.
2. ↑  ”Shebang – Sheena Is a Punk Rocker”. Swedishcharts. 26 februari 2001. http://www.swedishcharts.com/showitem.asp?interpret=Shebang&titel=Sheena+Is+A+Punkrocker. Läst 24 juni 2015.
3. ↑  ”Sheena Is a Punk Rocker”. Swedishcharts. 26 februari 2002. http://www.swedishcharts.com/showitem.asp?interpret=Ramones&titel=Sheena+Is+A+Punk+Rocker&cat=s. Läst 22 juni 2015.